# Camponotus naegelii
Camponotus naegelii é uma espécie de inseto do gênero Camponotus, pertencente à família Formicidae.